# Martinair

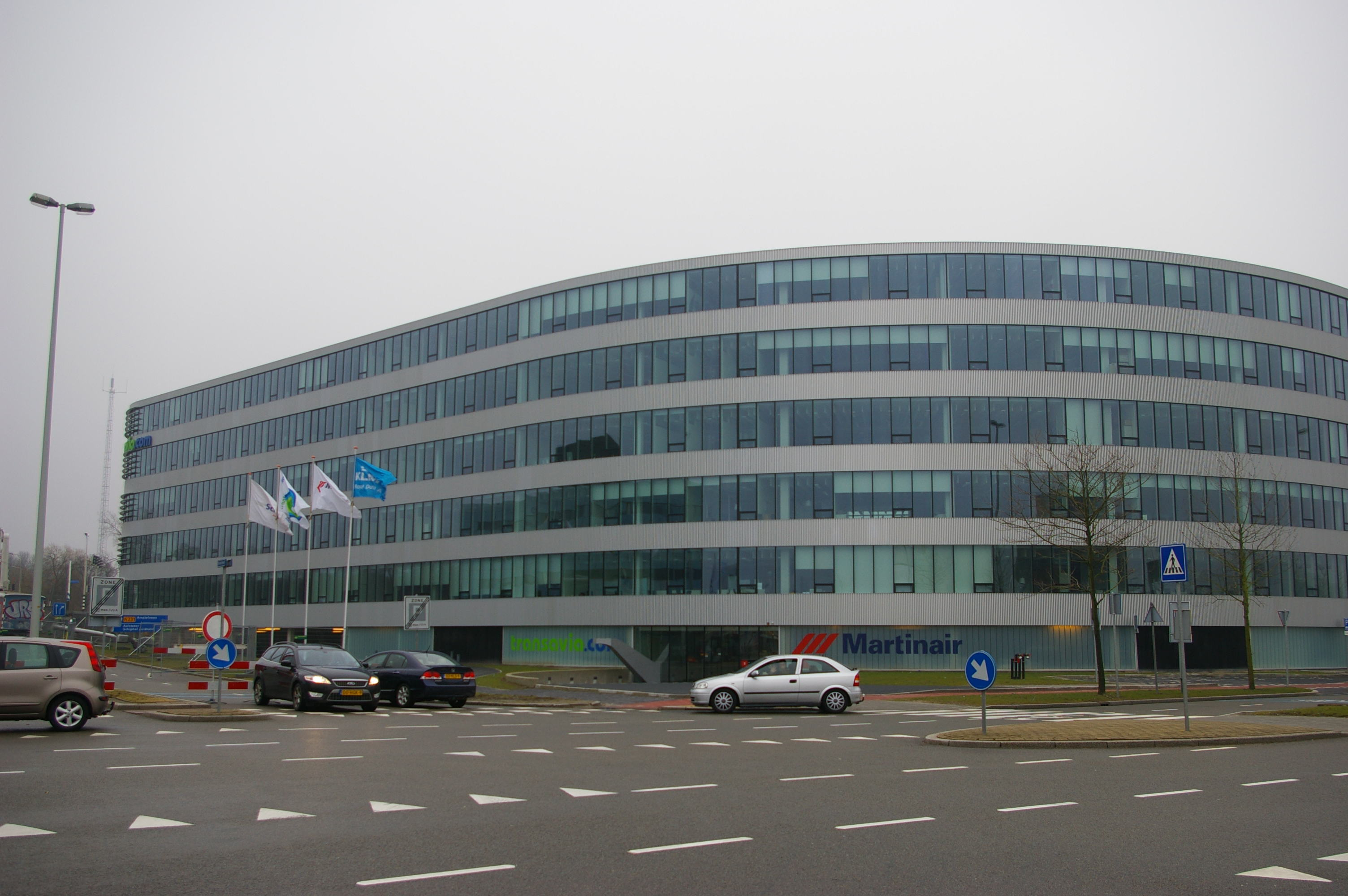
TransPort Building - A sede da Martinair e Transavia.com em Amsterdão.

Martinair (Martinair Netherland N.V.) é uma linha aérea neerlandesa fundada em Amsterdam. Atualmente é propriedade da KLM. A Martinair se dedica somente ao transporte de carga. Também tem parte em companhias de alimentos para voos e na instrução de aviação. Seu centro de serviço é no Aeroporto Internacional de Schiphol, de onde opera as maiorias de seus voos.
A Martinair também é conhecida por sua importante posição no transporte de flores e cavalos da América do Sul a Europa e vice-versa. A Martinair transporta carga a todos os continentes.
Desde novembro de 2011 toda a operação de passageiros da Martinair é agora da KLM.

## Frota
| Aeronave             | Total        |
| -------------------- | ------------ |
| Airbus A320          | 1 Aeronave   |
| Boeing 747-400 BCF   | 4 Aeronaves  |
| Boeing 767-300       | 6 Aeronaves  |
| Boeing 777 Freighter | 3            |
| Total de aeronaves   | 18 Aeronaves |

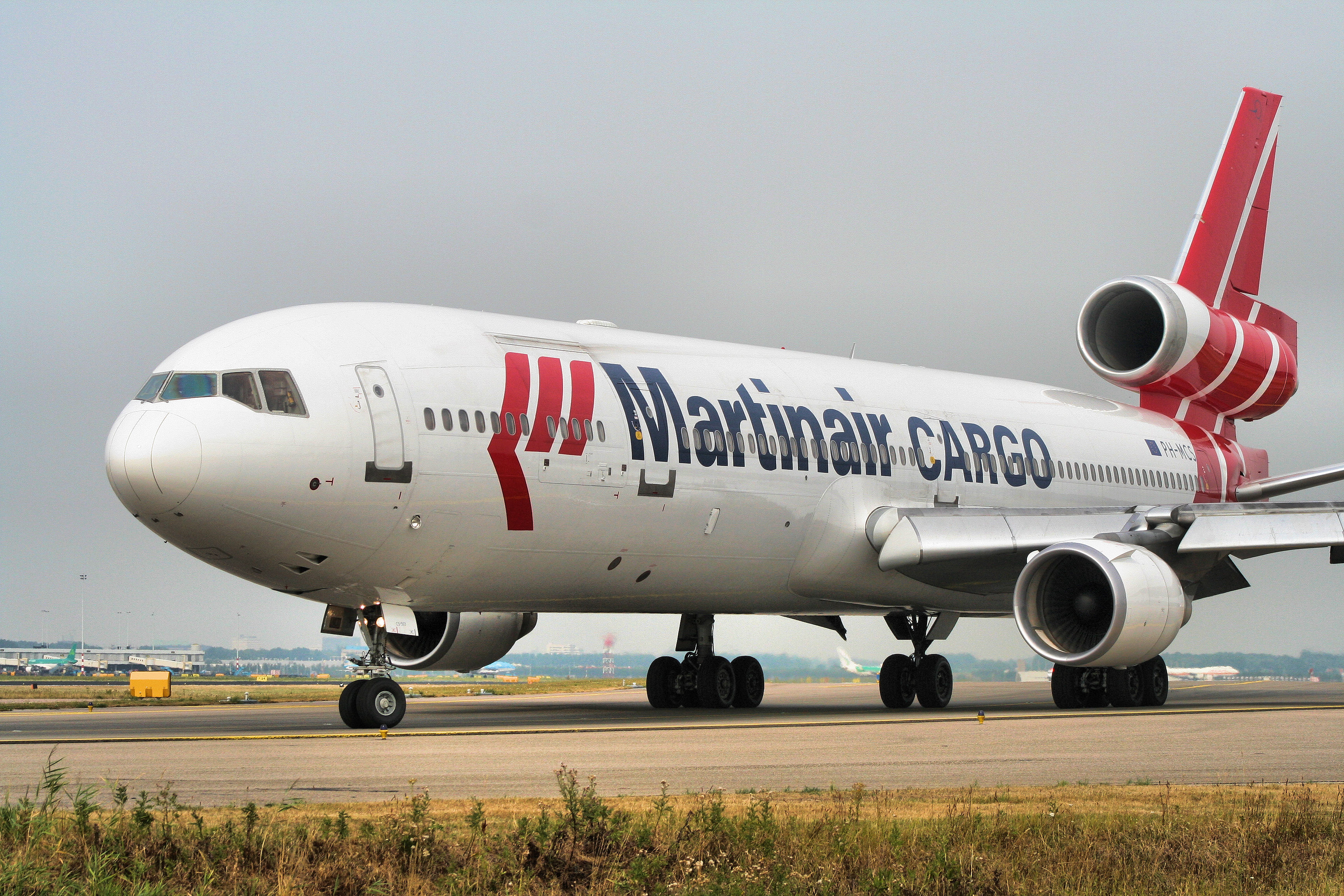

A empresa também possui aviões pequenos para instrução.

## Linhas Aéreas de Código Compartido
A Martinair opera seus aviões cargueiros com linhas aéreas que não possuem este serviço:
- British Airways
- KLM
- Qantas
- Singapore Airlines
- Varig
- Virgin Atlantic Airways